# Haywire
Haywire foi uma série de história em quadrinhos da DC Comics publicada entre outubro de 1988 e setembro de 1989, possuindo treze volumes. Haywire foi escrita e desenhada, respectivamente, por Michael Fleisher e Vince Giarrano. A série portava o selo Suggested for mature readers (sugerido para leitores maduros), o que a caracterizava como uma série de quadrinhos para adultos. 
Com o mesmo nome existe um personagem da Marvel Comics.